# Le tre sorelle (Irlanda)

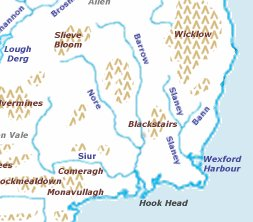
Mappa del sistema fluviale delle Tre sorelle

Le Tre sorelle (in gaelico Na Trí Siúracha o An Triúr Deirfiúr, in inglese The Three Sisters) sono tre fiumi irlandesi: il Barrow, il Suir e il Nore. Gli ultimi due sorgono nella stessa area montagnosa, collocata nella contea di Tipperary vicino al Devil's bit. Le sorgenti del Barrow si trovano invece sulle Slieve Blooms Mountains, nella contea di  Laois. Tutti e tre sfociano nel mare a Sud-Ovest della città di Waterford. Le tre sorelle si allargano a metà del loro corso e convogliano un grande quantitativo d'acqua nella parte meridionale del paese. Il loro bacino comprende le contee di: Carlow, Kilkenny, Wexford e Waterford. Il Barrow bridge, un ponte ferroviario d'acciaio, è stato costruito per consentire il passaggio al di sopra del Barrow e del Nore, che incontrano il Suire poco dopo il ponte. Il punto d'incontro è conosciuto come Cumar na dTrí Uisce, in italiano: "La confluenza delle tre acque". In tempi antichi, il Suir e il Nore funvenano da linee di confine per il Regno di Osraige.